# Picsi (distrito)
Picsi é um distrito do Peru, departamento de Lambayeque, localizada na província de Chiclayo.

## Transporte
O distrito de Picsi é servido pela seguinte rodovia:
- PE-6A, que liga a cidade de Cochabamba (Região de Cajamarca) ao distrito de  Reque (Região de Lambayeque)
- LA-112, que liga a cidade ao distrito de Chiclayo
- LA-111, que liga a cidade de Chiclayo ao distrito de Pitipo[1][2][3]